# Joyeuse Entrée

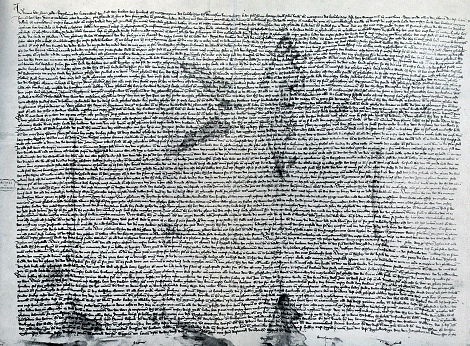
Oryginalny tekst przywileju z roku 1356

Joyeuse Entrée (fr. Radosny wjazd) – zwyczajowa nazwa średniowiecznej karty przywilejów stanowych Brabancji, później także Flandrii i innych prowincji Niderlandów. Przywileje te nadawały prowincjom szeroką autonomię wewnętrzną, a przedstawicielstwom stanowym wpływ na politykę władców. Nazwa dokumentu pochodzi od uroczystego wjazdu Joanny Brabanckiej i jej męża Wacława Luksemburskiego do Brabancji w roku 1356, podczas którego zostali zmuszeni do podpisania przywileju.

## Geneza przywileju
Joyeuse Entrée zostało sporządzone w roku 1354 przez księcia Brabancji Jana III podczas zjazdu przedstawicieli miast brabanckich w Leuven. Książę Jan postanowił wydać przywileje stanowe poddanym, by uzyskać od nich akceptację małżeństwa jego najstarszej córki, Joanny z Wacławem Luksemburskim i uczynić ją jedyną spadkobierczynią księstwa. Gdy Jan III wkrótce potem zmarł (1355), doszło do próby podziału jego spadku, gdyż księciem Brabancji ogłosił się szwagier Joanny Brabanckiej, Ludwik II de Male, mąż jej młodszej siostry, Małgorzaty. Ludwik wkroczył nawet do Brukseli, lecz został stamtąd usunięty przez mieszczan, którzy stanęli po stronie Joanny. Stało się tak, gdyż w tym czasie Joanna Brabancka i Wacław Luksemburski zgodzili się potwierdzić przywileje stanowe obiecane przez Jana III. Zaprzysiężenie nowych praw miało miejsce w trakcie uroczystego wjazdu pary książęcej do Brukseli w styczniu 1356 roku. Stąd przywileje te nazwane zostały mianem radosnego wjazdu – Joyeuse Entrée. Przysięgę na statuty księstwa musieli składać odtąd wszyscy kolejni władcy Brabancji.

## PostanowieniaJoyeuse Entrée
Zatwierdzając Joyeuse Entrée kolejni władcy Brabancji zobowiązywali się utrzymać niepodzielność księstwa, co wykluczało podział spadku w łonie dynastii panującej. Ponadto do rady książęcej mogli być powoływani tylko mieszkańcy Brabancji, a władcy zobowiązywali się nie wypowiadać wojen i nie zawierać ważnych traktatów bez zgody stanów. Jeszcze ważniejszym ustępstwem było uzależnienie nakładania nowych podatków od zgody przedstawicieli stanów, co było typowym rozwiązaniem w monarchii stanowej.

## ZnaczenieJoyeuse Entréew historii Belgii
Ze względu na swą trwałość oraz zakres władzy przyznanej stanom Joyeuse Entrée bywa porównywane z angielską Magna Charta Libertatum. Statuty Brabancji stały się wzorem dla podobnych dokumentów w innych prowincjach niderlandzkich. Powoływano się na nie w trakcie próby centralizacji władzy w Niderlandach w czasach rządów burgundzkich Walezjuszów (XV wiek) i później w czasach Habsburgów (XVI-XVIII wiek). Przywileje stanowe stały się w Niderlandach Południowych symbolem odrębności narodowej i autonomii wobec obcych rządów, ale także podporą starego, feudalnego ładu społecznego. Gdy u schyłku XVIII wieku stany brabanckie sprzeciwiły się szeroko zakrojonym, oświeceniowym reformom cesarza Józefa II, ten w odwecie w styczniu 1789 roku odwołał Joyeuse Entrée. Wywołało to rebelię w całej Belgii, gdzie obalono władzę austriacką i na krótko ogłoszono niepodległość. Zawirowania związane z wojnami i podbojem francuskim doby rewolucji francuskiej i czasów napoleońskich spowodowało ostateczne zniesienie prawnego funkcjonowania w prowincjach belgijskich Joyeuse Entrée i aktów na nim wzorowanych. Mimo tego, gdy w roku 1830 Belgia ogłosiła ostatecznie swą niepodległość, w warstwie symboliczno-prawnej powołano się na Joyeuse Entrée jako najstarszy akt określający podmiotowość prawną współczesnej Belgii.